# Bougainvillia trinema
Bougainvillia trinema är en nässeldjursart som först beskrevs av von Lendenfeld 1884.  Bougainvillia trinema ingår i släktet Bougainvillia och familjen Bougainvilliidae. Inga underarter finns listade i Catalogue of Life.